# Ghostlights
Ghostlights är det tyska symfoniska power metal-projektet Avantasias sjunde studioalbum, utgivet i januari 2016 på Nuclear Blast Records och i Japan på Avalon.
Singeln "Mystery of a Blood Red Rose" släpptes i december 2015 och gjordes även till musikvideo. Även "Draconian Love" släpptes som video. Titelspåret fick en textvideo.
Med "Mystery of a Blood Red Rose" tävlade Avantasia om att bli Tysklands bidrag till 2016 års upplaga av Eurovision Song Contest. Man slutade dock på sjunde plats och fick se sig slagna av Jamie-Lee Kriewitz. Ursprungligen hade Tobias Sammet skrivit låten med Meat Loaf i åtanke som sångare, men samarbetet kom aldrig att bli av.

## Låtlista
1. "Mystery of a Blood Red Rose" – 3:51
2. "Let the Storm Descend Upon You" – 12:09
3. "The Haunting" – 4:42
4. "Seduction of Decay" – 7:18
5. "Ghostlights" – 5:43
6. "Draconian Love" – 4:58
7. "Master of the Pendulum" – 5:01
8. "Isle of Evermore" – 4:28
9. "Babylon Vampyres" – 7:09
10. "Lucifer" – 3:48
11. "Unchain the Light" – 5:03
12. "A Restless Heart and Obsidian Skies" – 5:53

## Medverkande
- Tobias Sammet – sång, basgitarr, keyboard
- Sascha Paeth – lead- och rytmgitarr, basgitarr, keyboard
- Michael Rodenberg – keyboard, orkestrering

### Gästartister
Gitarr
- Bruce Kulick (medverkar på spår 9, 10, 12)
- Oliver Hartmann (medverkar på spår 2, 5, 9, 11)

Trummor
- Felix Bohnke

Sångare
- Herbie Langhans (medverkar på spår 6)
- Robert Mason (medverkar på spår 2, 9)
- Dee Snider (medverkar på spår 3)
- Geoff Tate (medverkar på spår 4)
- Marco Hietala (medverkar på spår 7)
- Sharon den Adel (medverkar på spår 8)
- Michael Kiske (medverkar på spår 5, 11)
- Ronnie Atkins (medverkar på spår 2, 11)
- Bob Catley (medverkar på spår 12)
- Jørn Lande (medverkar på spår 2, 5, 10)
- Clara Habekost (medverkar på spår 3)

## Produktion
- Sascha Paeth – producent, inspelningstekniker, mixning
- Tobias Sammet – producent
- Sheena Sear – inspelningstekniker
- Olaf Reitmeier – inspelningstekniker
- Jeremy Rubolino – inspelningstekniker
- Jacob Hansen – inspelningstekniker
- Michael "Miro" Rodenberg – mastering
- Thomas Ewerhard – omslagskonst, layout
- Alex Kuehr – foto